# Diocesi di Alaminos
La diocesi di Alaminos (in latino Dioecesis Alaminensis) è una sede della Chiesa cattolica nelle Filippine suffraganea dell'arcidiocesi di Lingayen-Dagupan. Nel 2022 contava 651.797 battezzati su 793.366 abitanti. È retta dal vescovo Napoleon Balili Sipalay Jr., O.P.

## Territorio
La diocesi comprende 14 municipalità nella parte occidentale della provincia filippina di Pangasinan sull'isola di Luzon.
Sede vescovile è la città di Alaminos, dove si trova la cattedrale di San Giuseppe patriarca.
Il territorio si estende su 2.449 km² ed è suddiviso in 21 parrocchie.

## Storia
La diocesi è stata eretta il 12 gennaio 1985 con la bolla De superna animarum di papa Giovanni Paolo II, ricavandone il territorio dall'arcidiocesi di Lingayen-Dagupan.

## Cronotassi dei vescovi
Si omettono i periodi di sede vacante non superiori ai 2 anni o non storicamente accertati.
- Jesus Aputen Cabrera (22 aprile 1985 - 2 luglio 2007 dimesso)
- Mario Mendoza Peralta (2 luglio 2007 succeduto - 30 dicembre 2013 nominato arcivescovo di Nueva Segovia)
  - Sede vacante (2013-2016)
- Ricardo Lingan Baccay (20 febbraio 2016 - 18 ottobre 2019 nominato arcivescovo di Tuguegarao)
  - Sede vacante (2019-2024)[1]
- Napoleon Balili Sipalay Jr., O.P., dal 28 gennaio 2024

## Statistiche
La diocesi nel 2022 su una popolazione di 793.366 persone contava 651.797 battezzati, corrispondenti all'82,2% del totale.
| anno | popolazione | popolazione | popolazione | presbiteri | presbiteri | presbiteri | presbiteri                | diaconi | religiosi | religiosi | parrocchie |
| anno | battezzati  | totale      | %           | numero     | secolari   | regolari   | battezzati per presbitero | diaconi | uomini    | donne     | parrocchie |
| ---- | ----------- | ----------- | ----------- | ---------- | ---------- | ---------- | ------------------------- | ------- | --------- | --------- | ---------- |
| 1990 | 332.088     | 390.692     | 85,0        | 15         | 10         | 5          | 22.139                    | 1       | 5         | 12        | 19         |
| 2000 | 396.463     | 460.000     | 86,2        | 24         | 19         | 5          | 16.519                    |         | 5         | 65        | 19         |
| 2001 | 413.725     | 517.157     | 80,0        | 27         | 20         | 7          | 15.323                    |         | 7         | 60        | 19         |
| 2002 | 434.411     | 543.014     | 80,0        | 30         | 21         | 9          | 14.480                    |         | 9         | 59        | 19         |
| 2003 | 444.573     | 561.864     | 79,1        | 40         | 27         | 13         | 11.114                    |         | 13        | 66        | 19         |
| 2004 | 445.573     | 562.364     | 79,2        | 37         | 25         | 12         | 12.042                    |         | 12        | 70        | 19         |
| 2006 | 488.725     | 595.157     | 82,1        | 33         | 25         | 8          | 14.809                    |         | 16        | 66        | 19         |
| 2012 | 545.000     | 660.000     | 82,6        | 40         | 37         | 3          | 13.625                    |         | 17        | 78        | 20         |
| 2015 | 574.000     | 696.000     | 82,5        | 51         | 45         | 6          | 11.254                    |         | 7         | 98        | 20         |
| 2018 | 603.150     | 731.190     | 82,5        | 44         | 37         | 7          | 13.707                    |         | 7         | 77        | 21         |
| 2020 | 562.749     | 688.603     | 81,7        | 43         | 36         | 7          | 13.087                    |         | 7         | 81        | 21         |
| 2022 | 651.797     | 793.366     | 82,2        | 53         | 45         | 8          | 12.298                    |         | 8         | 92        | 21         |